# Jesus na casa de Marta e Maria

Jesus na casa de Marta e Maria (c. 1535-40), de autoria disputada, atualmente no Museu Grão Vasco, em Viseu, em Portugal.

Jesus na casa de Marta e Maria ou Cristo na casa de Marta é um episódio da vida de Jesus que aparece apenas no Evangelho de Lucas, após a Parábola do Bom Samaritano, em Lucas 10:38–42. Jesus visita a casa das irmãs de Lázaro, Marta e Maria, sendo que esta última é tipicamente representada na tradição católica medieval como sendo Maria Madalena.
De acordo com Lucas:
| “ | «Quando iam de caminho, entrou ele em uma aldeia; e uma mulher chamada Marta hospedou-o. Esta tinha uma irmã chamada Maria, a qual, sentada aos pés do Senhor, ouvia o seu ensino. Marta, porém, andava preocupada com muito serviço; e chegando-se, disse: Senhor, a ti não se te dá que minha irmã me tenha deixado só a servir? manda-lhe, pois, que me ajude. Mas respondeu-lhe o Senhor: Marta, Marta, estás ansiosa e te ocupas com muitas coisas. Entretanto poucas são necessárias, ou antes uma só. Maria escolheu a boa parte, que não lhe será tirada.» (Lucas 10:38–42) | ” |

## Interpretação

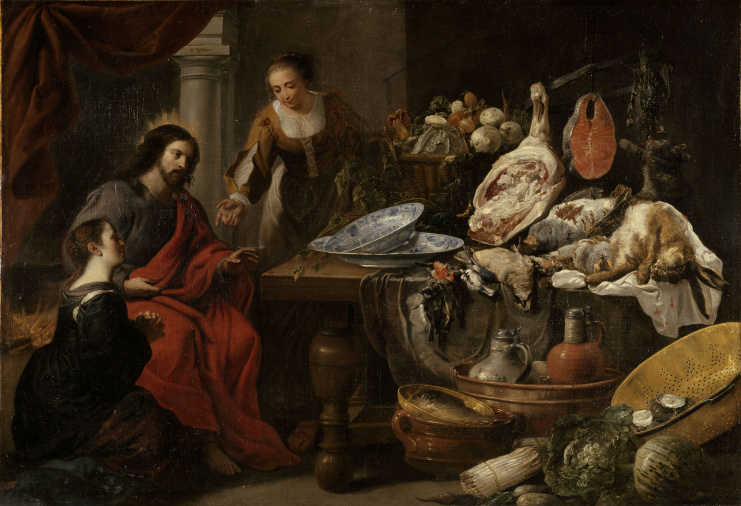
Jesus na casa de Marta e Maria por Erasmus Quellinus II e Jan Fyt

Segundo Santo Agostinho, o significado da cena está em Jesus Cristo aceitar humildemente ser servido por duas mulheres, deixando-as pensar que Ele precisava da ajuda delas. Mas, na verdade, elas é que precisavam ouvir seus ensinamentos e aceitar a sua Salvação. Isto fica mais evidente na ressurreição de Lázaro.
Outra interpretação comumente aventada é a de que Marta simboliza o estresse em que muitas pessoas caem no dia a dia, enquanto Maria simboliza, ao contrário, os valores superiores da tranquilidade, oração e contemplação.

## Representações na arte

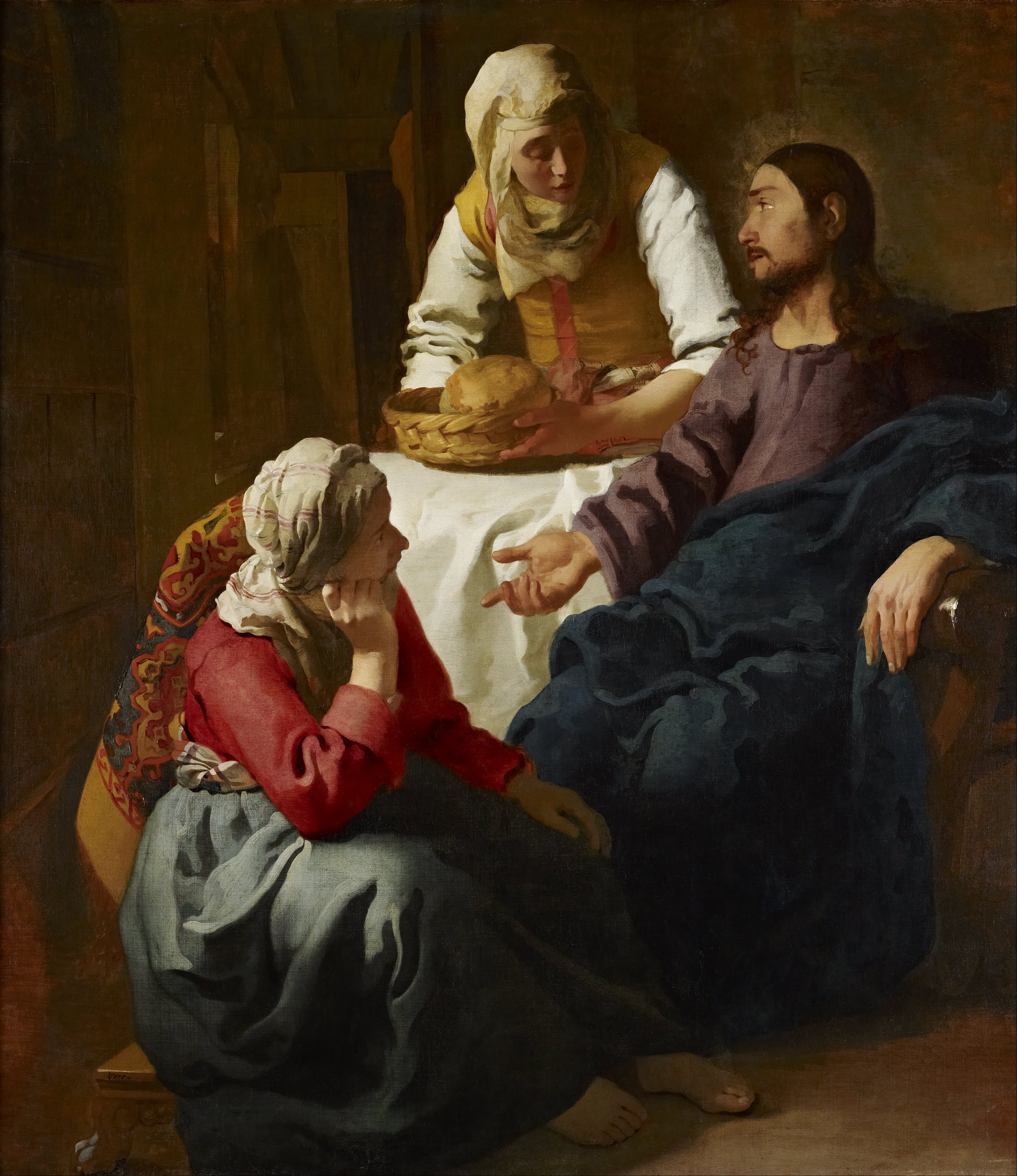
Cristo na casa de Marta e Maria, por Johannes Vermeer

O episódio é encontrado principalmente na arte a partir da Contrarreforma, especialmente no século XVII, quando representações domésticas eram feitas de forma realista e o tema aparecia como uma obra singular e não parte de ciclos, como a Vida de Cristo ou a vida de Maria Madalena. Porém, ele aparece também em alguns ciclos da arte otoniana em manuscritos, incluindo as Perícopes de Henrique II (c. 1002-1012), onde ele é tratado como uma cena arquitetural hierática. Muitas pinturas refletem a tradição católica medieval de fundir Maria de Betânia com Maria Madalena, e ela geralmente aparece lavando - ou tendo acabado de lavar - os pés de Jesus (veja Parábola dos Dois Devedores). Entre os artistas que pintaram a cena estão Diego Velázquez, Rembrandt, Jan Vermeer, Caravaggio, Rubens e Vasco Fernandes.